# El niño y el muro
El niño y el muro és una pel·lícula de coproducció hispano-mexicana del 1965 dirigida per Ismael Rodríguez, coautor del guió amb Pedro Mario Herrero basat en la narració The boy and the ball, and the hole in the wall de Jim Henaghan. Fou rodada a Berlín.

## Sinopsi
Alemanya Occidental, anys 1960. Mentre juga a la pilota el petit Dieter, accidentalment, la penja a l'altre costat del Mur de Berlín. Aquest accident el posa en contacte amb Martha, qui es queda la pilota i es nega a retornar-la. Perquè ella l'hi torni Dieter li regala el seu ratolí.

## Repartiment
- Daniel Gélin	...	Gunther Smith
- Yolanda Varela		...	Sra. Smith
- Nino del Arco		...	Dieter Smith
- Karin Block	...	Karin Dalhman
- Carlos Piñar	...	Guàrdia alemany #1
- George Rigaud		...	Sr. Dalmhan
- Gérard Tichy	...	Guàrdia alemany #2
- Inma de Santis...	Martha
- Linda Christian... Mare de Martha

## Producció
La història va arribar al director de mans del fill del productor mexicà Fernando de Fuentes, cap de Diana Films qui havia adquirit els drets a Henaghan. Aleshores es va posar d'acord amb el director i productor espanyol Juan de Orduña i el 1963 va començar la preproducció, amb un pressupost de 10,367,572.00 pessetes. Diana Films s'encarregaria de filmar a Berlín i Juan de Orduña s'encarregaria del rodatge dels interiors als estudis Cinearte de Madrid i al carrer Méndez Álvaro, lloc semblant a Berlín Occidental. El muntatge el faria Juan de Orduña.

## Premis
Alfredo Fraile va rebre el premi a la millor fotografia als Premis del Sindicat Nacional de l'Espectacle de 1964. també va obtenir la Copa de Plata a Millor Pel·lícula i Millor Director al Festival Cinematogràfic de Mar del Plata.